# タケチ
株式会社タケチは、愛媛県松山市中野町の本社を置くゴム製品メーカー。

## 事業所
- 本社･松山工場 - 愛媛県松山市中野町甲936番地
- 本部 - 大阪府吹田市朝日が丘町15番2号
- 東京支店 - 東京都新宿区西新宿1-23-3廣和ビル
- 伊予工場・金型工場 - 愛媛県伊予市上吾川甲1231番地
- 唐川工場 - 愛媛県伊予市下唐川甲430番地
- 砥部工場 - 愛媛県伊予郡砥部町川登1355番地
- 小田工場 - 愛媛県喜多郡内子町中川3332番地
- 金型工場 - 愛媛県伊予市上吾川甲1231番地
- 茨木工場 - 大阪府茨木市学園南町15番17号
- 柵原工場 - 岡山県久米郡美咲町藤田上560番地

## 沿革
- 1957年3月 - 兵庫県神戸市にて創業。
- 1959年2月 - 東京営業所を開設。
- 1962年3月 - 大阪府茨木市に大阪工場を建設。
- 1970年9月 - 愛媛県松山市に松山工場を建設。
- 1972年
  - 3月 - 「株式会社武智エンジニアリング」設立。
  - 12月 - 伊予郡砥部町に砥部工場を建設。「タケチ工業ゴム株式会社」に社名変更。
- 1973年8月 - 愛媛県伊予市に伊予工場を建設。
- 1977年8月 - 愛媛県伊予市に唐川工場を建設。
- 1978年6月 - 松山第二工場を建設。
- 1981年9月 - 愛媛県喜多郡内子町に小田工場を建設。
- 1983年11月 - 岡山県久米郡美咲町に柵原工場を建設。
- 1988年
  - 8月 - 東京営業所を東京支店に。
  - 9月 - 砥部工場新工場増設。
- 1993年3月 - 旧砥部工場を取り壊し、新工場を建設。
- 1995年8月 - マレーシアにTAKECHI RUBBER INDUSTRY(MALAYSIA) SDN.BHD.設立。
- 1998年12月 - 大阪府吹田市に本部ビルを建設。
- 2006年1月 - 「株式会社タケチ」に社名変更。
- 2009年8月 - 株式会社武智エンジニアリング茨木を株式会社武智エンジニアリングに吸収合併。
- 2011年8月 - 株式会社タケチと武智エンジニアリングは合併し、株式会社タケチとして発足。